# Renegade Ops
Renegade Ops est un jeu vidéo d'action développé par Avalanche Studios et édité par Sega, qui sort  en septembre 2011 sur PC, PlayStation 3 et Xbox 360.

## Synopsis
Inferno, un dictateur fou, se met à répandre la mort et la destruction dans le monde entier. Mais pour la communauté internationale, il est encore question de négociations et de palabres interminables. C'en est trop pour le général Bryant (le vieux briscard connait bien le tyran et ce dont il est capable) qui décide de prendre les choses en main, à sa manière, en faisant appel à des mercenaires, des soldats de l'ombre qui lui sont restés fidèles au fil des campagnes : les fameux renegades.

## Histoire du développement
Renegade Ops reprend en partie le moteur de jeu de Just Cause 2 mais en l'améliorant et surtout en l'adaptant avec un angle de caméra vu du ciel.

## Système de jeu
Le joueur a l'occasion d'incarner 4 personnages (Armand, Diz, Roxy et Gunnar).
Ces soldats d'élite règlent les conflits sans fioriture, au volant de leurs bolides surarmés. Quatre personnages au choix pour quatre véhicules différents, chacun faisant valoir une capacité spéciale.
Ainsi, l'imposant Armand pourra déployer un blindage le protégeant temporairement, Diz peut paralyser les ennemis grâce à un champ électromagnétique, Roxy pourra déchainer les enfers avec une pluie de roquettes, quant à Gunnar, plus classique mais tout aussi efficace, il pourra troquer sa mitrailleuse pour un canon d'une taille indécente. 
Il sera possible d'améliorer les capacités de son engin  au fur et à mesure de sa montée en niveaux via un système d'arbre de talents.